# 城間恵子
城間 恵子（しろま けいこ、1982年6月22日 - ）は日本の女優、タレント。
東京都出身。所属事務所は、株式会社エス・プログレス。実践女子大学卒業。1996年に家庭教師のトライのCMでデビュー。身長160cm。特技は霊感があること。2008年10月よりBSジャパンにて経済評論家・コメンテータの伊藤洋一との番組「世の中進歩堂」のレギュラーMCをつとめる。

## 来歴
- 1996年、家庭教師のトライCMでデビュー。
- 身長は160cm。
- 教員教職免許（中学・高校）を持っている。
- 特技は習字・バレーボール・霊感がある
- 2008年、セブン銀行CM・ジョンソン「パイプユニッシュ」「カビキラー」CMに出演。劇場映画『口裂け女2』・携帯ドラマ『恋する血液型』にも出演。また、2008年10月からはBSジャパンにて「世の中進歩堂」のレギュラーMCをつとめる。

## 出演

### テレビCM
- セブン銀行 「プレゼント篇」（2008年）
- ジョンソン パイプユニッシュ 「濃密ジェル篇」（2008年）
- ジョンソン 「カビキラー」（2008年）
- NEXON テイルズウィーバー 「カフェ篇」（2008年）
- ロッテ・グリーンガム 50th篇 （2007年）
- 日立オーブンレンジ 「おいしさメドレー料理教室篇」（2007年）
- ファミリーマート・ファミマカード 「火・土でGO篇」（2007年）
- KONAMI ウイニングイレブン 「ワンツーパス篇」(2007年）
- J:COM 企業CM
- MTV「地球防衛篇」
- 24時間テレビ28
- 河合塾・SHIDAX
- 大塚製薬 オロナインH軟膏（1999年10月 - 2001年3月。「擦り傷編」「にきび編」のいずれも母親の長女役。「にきび編」では「いちきび、にきび…」というフレーズで話題になった。）

### 映画・ドラマ
- 劇場映画 大奥 浮絵悲恋 星光院役（2008年11月22日公開）
- リアル肝試し （2008年9月19日）
- 携帯ドラマ 「恋する血液型」（2008年）
- 劇場映画 「口裂け女2」 明美 役（2008年）
- 牙狼〈GARO〉スペシャル 白夜の魔獣 公園の女 役（2006年）
- 劇場映画「ストロベリー ショートケイクス」（2006年）
- 「デスファイル」 前田幸子 役

### バラエティ
- 世の中進歩堂 レギュラーMC （BSジャパン・ 2008年10月より毎週日曜日20:30～21:00）
- 韓国マッコリ紀行 ＃1〜＃4 レポーター （テレビ東京） 10月26日（日）より11月23日（日）
- 行列のできる法律相談所（日本テレビ系）
- ザ!世界仰天ニュース（日本テレビ系）「結合双子篇」
- さんスマ「本屋のグッときた女篇」
- DEAD AGE4 ～言葉の壁～（フジテレビ系）
- 宝島の地図エイト（BSフジ）
- Harajukuロンチャーズ（2001年9月 - 2002年9月、BS朝日）

### スチール
- 花王エコナ
- NTT西日本

### PV
- タカツキタツキ「500マイルの未来に咲く花」